# Cuckoo (2024)
Cuckoo is een Duits-Amerikaanse horrorfilm uit 2024, geschreven en geregisseerd door Tilman Singer. De hoofdrollen worden vertolkt door Hunter Schafer, Jan Bluthardt, Marton Csokas, Jessica Henwick en Dan Stevens.

## Verhaal
De zeventienjarige Gretchen verhuist vanuit de Verenigde Staten om bij haar vader in de Duitse Alpen te gaan wonen, maar wordt gestoord door vreemde onverklaarbare gebeurtenissen, terwijl haar familie door de baas van haar vader verwikkeld raakt in een sinister complot.

## Rolverdeling
| Acteur                | Personage |
| --------------------- | --------- |
| Hunter Schafer        | Gretchen  |
| Jan Bluthardt         | Henry     |
| Marton Csokas         | Luis      |
| Jessica Henwick       | Beth      |
| Dan Stevens           | Mr. König |
| Greta Fernández       | Trixie    |
| Àstrid Bergès-Frisbey | Ed        |

## Productie
Cuckoo is geschreven en geregisseerd door Tilman Singer, een Duitse filmmaker en relatieve nieuwkomer in Hollywood. Dit wordt Singer's tweede speelfilm die hij regisseert. De film wordt geproduceerd door Neon samen met Fiction Park (Duitsland) en Waypoint Entertainment (VS) en met financiële steun van Film und Medien Stiftung NRW, HessenFilm en het Duitse Federale Filmfonds (DFFF).

### Filmopnames
Cuckoo werd opgenomen op 35mm-film in plaats van met digitale camera's. Er werd gefilmd van mei 2022 tot juni 2022 op verscheidene locaties in Noordrijn-Westfalen, Duitsland.

## Release en ontvangst
Cuckoo ging op 16 februari 2024 in première op het Internationaal filmfestival van Berlijn in de Berlinale Special-sectie. De film werd vervolgens vertoond op South by Southwest, het Overlook Film Festival, het Raindance Film Festival en het Fantasia International Film Festival. De film ging in de bioscopen in première in Duitsland op 8 augustus 2024, in de Verenigde Staten op 9 augustus en in het Verenigd Koninkrijk op 23 augustus.
De film kreeg gemengde kritieken van de filmcritici, met een score van 81% op Rotten Tomatoes, gebaseerd op 37 beoordelingen.

### Kassaopbrengsten
Cuckoo ging in de Amerikaanse bioscopen in première naast It Ends with Us en Borderlands met de verwachting van een bruto opbrengst in het openingsweekend van 3 miljoen Amerikaanse dollars in 1503 bioscopen. De film bracht uiteindelijk 3 miljoen dollar op in zijn openingsweekend en eindigde daarmee op de negende plaats aan de kassa.